# Tercera División A de Chile 2016
La Tercera División A de Chile 2016 o Campeonato Nacional de Tercera División A 2016 fue la 37.º edición de la cuarta categoría del fútbol de Chile, correspondiente a la temporada 2016-2017. Se juega desde el 28 de mayo hasta el 18 de diciembre de 2016. Es la competición de fútbol amateur más importante de Chile.
Su organización está a cargo de la Asociación Nacional de Fútbol Amateur de Chile (ANFA) y cuenta con la participación de quince equipos en total, entre ellos, Deportes Recoleta y Provincial Osorno que fueron el campeón y el subcampeón de la Tercera División B 2015, Fernández Vial que participa en la Copa Absoluta 2016 y AC Colina, que fue el mejor ubicado de la Tercera División B en el mismo certamen.
El campeón fue por primera vez Deportes Provincial Osorno (el cual en la actualidad se llama Deportes Provincial Osorno) quién levantó la copa y la ciudad de Osorno retornó al profesionalismo tras la desafiliación en 2012 (para mantener la tradición del cuadro del toro, se tuvo que fundar un nuevo club el cual continuaría al reconocido Provincial Osorno de antaño). Deportes Recoleta se quedó con el subcampeonato tras un brillante campeonato que lo mantuvo entre los líderes durante toda la temporada. Ganó su oportunidad de llegar a la Segunda División Profesional por primera vez en sus cortos años de vida. De forma inédita ambos ascendidos son los mismos equipos que obtuvieron el ascenso desde la Tercera División B la temporada pasada, solo intercambiando los lugares de ascenso.

## Sistema de campeonato
Son 15 los equipos participantes en Tercera División A. El formato del torneo es de modalidad todos contra todos, a jugar en 15 fechas por ronda (2 en total). Los clubes que finalicen 1.º y 2.º de la tabla, se ganarán su derecho en cancha de participar en la Segunda División Profesional 2017. Por otra parte, los clubes que terminen 14.º y 15.º respectivamente, descenderán directamente a la Tercera División B 2017.
El orden de clasificación de los equipos, se determinará en una tabla de cómputo general, de la siguiente manera:
- La mayor cantidad de puntos.

En caso de igualdad de puntos de dos o más equipos de un mismo grupo, para definir una clasificación, sea esta en cualquier fase, ascenso y descenso, se determinará de la siguiente forma:
- La mayor cantidad de partidos ganados.
- La mejor diferencia de goles.
- La mayor cantidad de goles marcados.
- La mayor cantidad de goles marcados como visita.
- El que hubiera acumulado mayor puntaje en los enfrentamientos que se efectuaron entre los clubes que se encuentran en la situación de igualdad.

- En caso de persistir la igualdad, se desarrollará un partido único en cancha neutral, determinada por la División (Art. 182 y 189 del Reglamento ANFA).

## Equipos participantes

### Equipos por región
| Equipo                     | Región        | Comuna o ciudad  |
| -------------------------- | ------------- | ---------------- |
| Deportes Recoleta          | Metropolitana | Recoleta         |
| Deportivo Estación Central | Metropolitana | Estación Central |
| Gasparín FC                | Metropolitana | El Bosque        |
| Juventud Salvador          | Metropolitana | Lo Espejo        |
| Lautaro de Buin            | Metropolitana | Buin             |
| Provincial Talagante       | Metropolitana | Talagante        |
| Real San Joaquín           | Metropolitana | San Joaquín      |
| Colina                     | Metropolitana | Colina           |
| Chimbarongo FC             | O'Higgins     | Chimbarongo      |
| Deportes Rengo             | O'Higgins     | Rengo            |
| General Velásquez          | O'Higgins     | San Vicente      |
| Tomás Greig FC             | O'Higgins     | Rancagua         |
| Deportes Limache           | Valparaíso    | Limache          |
| Fernández Vial             | Biobío        | Concepción       |
| Provincial Osorno          | Los Lagos     | Osorno           |

| Deportes Recoleta Deportivo Estación Central Gasparín FC Juventud Salvador Real San Joaquín |

| Equipo                     | Región        | Comuna o ciudad  |
| -------------------------- | ------------- | ---------------- |
| Deportes Recoleta          | Metropolitana | Recoleta         |
| Deportivo Estación Central | Metropolitana | Estación Central |
| Gasparín FC                | Metropolitana | El Bosque        |
| Juventud Salvador          | Metropolitana | Lo Espejo        |
| Lautaro de Buin            | Metropolitana | Buin             |
| Provincial Talagante       | Metropolitana | Talagante        |
| Real San Joaquín           | Metropolitana | San Joaquín      |
| Colina                     | Metropolitana | Colina           |
| Chimbarongo FC             | O'Higgins     | Chimbarongo      |
| Deportes Rengo             | O'Higgins     | Rengo            |
| General Velásquez          | O'Higgins     | San Vicente      |
| Tomás Greig FC             | O'Higgins     | Rancagua         |
| Deportes Limache           | Valparaíso    | Limache          |
| Fernández Vial             | Biobío        | Concepción       |
| Provincial Osorno          | Los Lagos     | Osorno           |

| Deportes Recoleta Deportivo Estación Central Gasparín FC Juventud Salvador Real San Joaquín |

### Ascensos y descensos

#### Equipos entrantes
| Pos. | Descendidos a la 3.ª División A 2016 |
| ---- | ------------------------------------ |
| -    | No hubo                              |

| Pos. | Ascendidos a la 3.ª División A 2016 |
| ---- | ----------------------------------- |
| 1°   | Deportes Recoleta                   |
| 2°   | Provincial Osorno                   |
| -    | Deportes Colina                     |
| -    | Fernández Vial                      |

#### Equipos salientes
| Pos. | Descendidos a la 3.ª División B 2016 |
| ---- | ------------------------------------ |
| 14º  | Unión Casablanca                     |
| 15º  | Provincial Marga Marga               |

| Pos. | Ascendidos a la 2.ª División 2016-17 |
| ---- | ------------------------------------ |
| 1°   | Independiente                        |
| 2°   | Deportes Vallenar                    |

### Información de los equipos
| Equipos                    | Entrenador        | Ciudad           | Estadio                  | Capacidad | Marca                 | Auspiciador                  |
| -------------------------- | ----------------- | ---------------- | ------------------------ | --------- | --------------------- | ---------------------------- |
| Chimbarongo FC             | Fabián Valdés     | Chimbarongo      | Municipal de Chimbarongo | 1.500     | Training Professional | Municipalidad de Chimbarongo |
| Deportes Colina            | Jorge Guzmán      | Colina           | Manuel Rojas del Río     | 4.000     | Mitre                 |                              |
| Deportes Limache           | Carlos Contreras  | Limache          | Ángel Navarrete Candia   | 2.500     |                       | Buses CVU                    |
| Deportes Recoleta          | Fabián Marzuca    | Recoleta         | Chacabuco                | 500       | Training Professional | Vega Central                 |
| Deportes Rengo             | Hermes Navarro    | Rengo            | Guillermo Guzmán Díaz    | 3.000     |                       | Olivos                       |
| Deportivo Estación Central | José González     | Estación Central | Real Aeropuerto          | 150       | Dalponte              | Tur Bus                      |
| Fernández Vial             | Edgardo Abdala    | Concepción       | Ester Roa Rebolledo      | 33.000    | Jako                  | Desarmaduría Lucero          |
| Gasparín FC                | Gustavo Sepúlveda | El Bosque        | Municipal Lo Blanco      | 1.000     | JF Sports             | Distribuidora Gasparín       |
| General Velásquez          | Lexter Lacroix    | San Vicente      | Municipal de San Vicente | 2.500     | Andrómeda             | Max Pan                      |
| Juventud Salvador          | Manuel Rodríguez  | Lo Espejo        | Cardenal Caro            | 800       | Kuden                 | Buses Nuñez                  |
| Lautaro de Buin            | Pablo Galdames    | Buin             | Lautaro                  | 1.500     | Wall Training         | Municipalidad de Buin        |
| Provincial Osorno          | Marcos Millape    | Osorno           | Rubén Marcos Peralta     | 12.000    | Imtex                 | Municipalidad de Osorno      |
| Provincial Talagante       | Patricio Maibee   | Talagante        | Lucas Pacheco Toro       | 2.800     | Ovación               | Consorcio Santa Marta S.A    |
| Real San Joaquín           | Jaime Lizama      | San Joaquín      | Arturo Vidal             | 3.300     | Kuden                 | La Gran Ocasión              |
| Tomás Greig FC             | John Greig        | Rancagua         | Guillermo Saavedra       | 2.000     | Deportes Player       | Ruta del Maipo               |

#### Cambios de entrenadores
Los entrenadores interinos aparecen en cursiva.
| Equipo            | Entrenador        | Fechas          |
| ----------------- | ----------------- | --------------- |
| Deportes Limache  | Leonardo Vinés    | 1 - 4           |
| Deportes Limache  | Ruperto Rojas     | 5 - 19          |
| Deportes Limache  | Carlos Contreras  | 20 - Presente   |
| General Velásquez | Gerardo Astudillo | 1 - 9           |
| General Velásquez | Gastón Mitchell   | 10 - 12         |
| General Velásquez | Sergio Vásquez    | 12 (No dirigió) |
| General Velásquez | Lexter Lacroix    | 13 - Presente   |
| Fernández Vial    | Ramón Climent     | 1 - 10          |
| Fernández Vial    | Edgardo Abdala    | 11 - Presente   |
| Chimbarongo FC    | Fred Gayoso       | 1 - 12          |
| Chimbarongo FC    | Fabián Valdés     | 13 - Presente   |
| Deportes Rengo    | Luis Medina       | 1 - 13          |
| Deportes Rengo    | Gerardo Silva     | 14 - 20         |
| Deportes Rengo    | Hermes Navarro    | 21 - Presente   |

Los clubes que tendrán entrenadores interinos, será solamente hasta que se anuncie un nuevo entrenador, que reemplace a un entrenador renunciado o despedido de su cargo.

## Tabla de posiciones
Fecha de actualización: 18 de diciembre de 2016
| Pos. | Equipos                    | PTS | PJ | PG | PE | PP | GF | GC | DIF | REND. |
| ---- | -------------------------- | --- | -- | -- | -- | -- | -- | -- | --- | ----- |
| 1°   | Deportes Osorno            | 59  | 28 | 18 | 5  | 5  | 56 | 30 | +26 | 70,1% |
| 2°   | Deportes Recoleta          | 56  | 28 | 18 | 2  | 8  | 64 | 47 | +17 | 66,7% |
| 3°   | Real San Joaquín           | 55  | 28 | 16 | 7  | 5  | 60 | 34 | +26 | 65,5% |
| 4°   | Fernández Vial             | 50  | 28 | 14 | 8  | 6  | 60 | 42 | +18 | 59,5% |
| 5°   | Lautaro de Buin            | 50  | 28 | 15 | 3  | 10 | 56 | 42 | +14 | 59,5% |
| 6º   | Deportivo Estación Central | 46  | 28 | 13 | 7  | 8  | 49 | 40 | +9  | 54,8% |
| 7°   | Deportes Rengo             | 39  | 28 | 11 | 6  | 11 | 55 | 59 | -4  | 46,4% |
| 8°   | Colina                     | 39  | 28 | 10 | 6  | 12 | 34 | 39 | -5  | 46,4% |
| 9°   | Deportes Limache           | 37  | 28 | 10 | 7  | 11 | 41 | 47 | -6  | 44%   |
| 10°  | General Velásquez          | 35  | 28 | 10 | 5  | 13 | 47 | 47 | 0   | 41,7% |
| 11°  | Chimbarongo FC             | 32  | 28 | 9  | 5  | 14 | 43 | 48 | -5  | 38,1% |
| 12°  | Gasparín FC                | 31  | 28 | 8  | 7  | 13 | 38 | 48 | -10 | 36,9% |
| 13°  | Tomás Greig FC             | 30  | 28 | 8  | 6  | 14 | 45 | 54 | -9  | 35,7% |
| 14°  | Provincial Talagante       | 26  | 28 | 6  | 8  | 14 | 49 | 57 | -8  | 31%   |
| 15°  | Juventud Salvador          | 6   | 28 | 0  | 6  | 22 | 22 | 85 | -63 | 7,1%  |

     Campeón. Asciende de manera deportiva a la Segunda División Profesional 2017.

     Subcampeón. Asciende de manera deportiva a la Segunda División Profesional 2017.

     Zona de descenso. Los clubes que finalicen en esta zona descienden automáticamente a Tercera División B 2017.

## Evolución de la tabla de posiciones
| Equipo                     | 01 | 02 | 03 | 04 | 05 | 06 | 07 | 08 | 09 | 10 | 11 | 12 | 13 | 14 | 15 | 16 | 17 | 18 | 19 | 20 | 21 | 22 | 23 | 24 | 25 | 26 | 27 | 28 | 29 | 30 |
| -------------------------- | -- | -- | -- | -- | -- | -- | -- | -- | -- | -- | -- | -- | -- | -- | -- | -- | -- | -- | -- | -- | -- | -- | -- | -- | -- | -- | -- | -- | -- | -- |
| Deportes Osorno            | 15 | 7  | 10 | 4  | 2  | 2  | 3  | 3  | 4  | 4  | 4  | 4  | 3  | 3  | 2  | 2  | 3  | 4  | 5  | 4  | 3  | 3  | 3  | 2  | 1  | 2  | 2  | 2  | 1  | 1  |
| Deportes Recoleta          | 14 | 4  | 2  | 3  | 4  | 3  | 2  | 2  | 2  | 3  | 2  | 2  | 2  | 1  | 1  | 1  | 1  | 1  | 1  | 1  | 1  | 1  | 1  | 1  | 2  | 1  | 1  | 1  | 2  | 2  |
| Real San Joaquín           | 9  | 14 | 11 | 5  | 5  | 6  | 7  | 9  | 9  | 9  | 7  | 6  | 7  | 6  | 6  | 5  | 5  | 5  | 4  | 6  | 6  | 7  | 6  | 6  | 5  | 5  | 5  | 4  | 3  | 3  |
| Fernández Vial             | 8  | 9  | 5  | 9  | 10 | 9  | 6  | 8  | 5  | 8  | 8  | 7  | 5  | 4  | 4  | 3  | 2  | 2  | 2  | 3  | 4  | 4  | 4  | 3  | 3  | 3  | 4  | 3  | 4  | 4  |
| Lautaro de Buin            | 1  | 1  | 1  | 1  | 1  | 1  | 1  | 1  | 1  | 1  | 1  | 1  | 1  | 2  | 3  | 4  | 4  | 3  | 3  | 2  | 2  | 2  | 2  | 4  | 4  | 4  | 3  | 5  | 5  | 5  |
| Deportivo Estación Central | 3  | 6  | 4  | 6  | 7  | 7  | 4  | 4  | 3  | 2  | 3  | 3  | 4  | 5  | 5  | 6  | 6  | 6  | 6  | 5  | 5  | 5  | 5  | 5  | 6  | 6  | 6  | 6  | 6  | 6  |
| Deportes Rengo             | 5  | 2  | 7  | 7  | 6  | 4  | 5  | 7  | 6  | 7  | 6  | 8  | 8  | 8  | 8  | 7  | 7  | 7  | 7  | 7  | 7  | 6  | 7  | 7  | 7  | 7  | 7  | 8  | 8  | 7  |
| Colina                     | 4  | 8  | 12 | 12 | 8  | 10 | 12 | 11 | 11 | 12 | 12 | 12 | 13 | 11 | 10 | 10 | 11 | 11 | 11 | 11 | 11 | 8  | 9  | 8  | 8  | 8  | 9  | 9  | 7  | 8  |
| Deportes Limache           | 7  | 13 | 14 | 14 | 11 | 11 | 10 | 10 | 10 | 10 | 11 | 11 | 9  | 9  | 9  | 9  | 9  | 10 | 8  | 8  | 9  | 10 | 11 | 10 | 9  | 9  | 8  | 7  | 9  | 9  |
| General Velásquez          | 2  | 5  | 3  | 2  | 3  | 5  | 8  | 5  | 7  | 5  | 9  | 9  | 10 | 10 | 11 | 11 | 10 | 9  | 10 | 9  | 10 | 11 | 12 | 11 | 11 | 11 | 11 | 12 | 10 | 10 |
| Chimbarongo FC             | 10 | 3  | 8  | 11 | 13 | 13 | 11 | 12 | 12 | 11 | 10 | 10 | 11 | 12 | 12 | 12 | 13 | 12 | 12 | 12 | 12 | 12 | 12 | 12 | 12 | 12 | 12 | 10 | 11 | 11 |
| Gasparín FC                | 6  | 12 | 9  | 8  | 9  | 8  | 9  | 6  | 8  | 6  | 5  | 5  | 6  | 7  | 7  | 8  | 8  | 8  | 9  | 10 | 8  | 9  | 10 | 9  | 10 | 10 | 10 | 11 | 12 | 12 |
| Tomás Greig FC             | 11 | 10 | 6  | 10 | 12 | 12 | 13 | 14 | 14 | 14 | 14 | 14 | 14 | 14 | 14 | 14 | 14 | 14 | 14 | 14 | 14 | 14 | 14 | 14 | 14 | 14 | 14 | 13 | 13 | 13 |
| Provincial Talagante       | 12 | 11 | 13 | 13 | 14 | 14 | 14 | 13 | 13 | 13 | 13 | 13 | 12 | 13 | 13 | 13 | 12 | 13 | 13 | 13 | 13 | 13 | 13 | 13 | 13 | 13 | 13 | 14 | 14 | 14 |
| Juventud Salvador          | 13 | 15 | 15 | 15 | 15 | 15 | 15 | 15 | 15 | 15 | 15 | 15 | 15 | 15 | 15 | 15 | 15 | 15 | 15 | 15 | 15 | 15 | 15 | 15 | 15 | 15 | 15 | 15 | 15 | 15 |

## Resultados

### Primera rueda
| Fecha 1                  | Fecha 1                    | Fecha 1   | Fecha 1           | Fecha 1 | Fecha 1                  | Fecha 1    | Fecha 1 | Fecha 1 | Fecha 1 | Fecha 1 | Fecha 1 |
|                          | Local                      | Resultado | Visitante         |         | Estadio                  | Fecha      | Hora    |         |         |         |         |
| ------------------------ | -------------------------- | --------- | ----------------- | ------- | ------------------------ | ---------- | ------- | ------- | ------- | ------- | ------- |
|                          | Deportes Recoleta          | 1 - 2     | General Velásquez |         | Chacabuco                | 28 de mayo | 16:00   |         |         |         |         |
|                          | Provincial Talagante       | 1 - 1     | Tomás Greig FC    |         | Lucas Pacheco Toro       | 28 de mayo | 17:00   |         |         |         |         |
|                          | Chimbarongo FC             | 1 - 1     | Real San Joaquín  |         | Municipal de Chimbarongo | 28 de mayo | 18:00   |         |         |         |         |
|                          | Colina                     | 0 - 1     | Lautaro de Buin   |         | Esmeralda                | 28 de mayo | 18:30   |         |         |         |         |
|                          | Deportivo Estación Central | 1 - 0     | Provincial Osorno |         | Real Aeropuerto          | 28 de mayo | 19:30   |         |         |         |         |
|                          | Fernández Vial             | 2 - 2     | Deportes Limache  |         | Ester Roa Rebolledo      | 29 de mayo | 15:30   |         |         |         |         |
|                          | Gasparín FC                | 3 - 3     | Deportes Rengo    |         | Municipal Lo Blanco      | 29 de mayo | 15:30   |         |         |         |         |
| Libre: Juventud Salvador |                            |           |                   |         |                          |            |         |         |         |         |         |

| Fecha 2                           | Fecha 2           | Fecha 2   | Fecha 2              | Fecha 2 | Fecha 2                  | Fecha 2     | Fecha 2 | Fecha 2 | Fecha 2 | Fecha 2 | Fecha 2 |
|                                   | Local             | Resultado | Visitante            |         | Estadio                  | Fecha       | Hora    |         |         |         |         |
| --------------------------------- | ----------------- | --------- | -------------------- | ------- | ------------------------ | ----------- | ------- | ------- | ------- | ------- | ------- |
|                                   | Deportes Rengo    | 3 - 0     | Real San Joaquín     |         | Guillermo Guzmán Díaz    | 5 de junio  | 15:30   |         |         |         |         |
|                                   | Lautaro de Buin   | 5 - 4     | Provincial Talagante |         | Lautaro                  | 5 de junio  | 15:30   |         |         |         |         |
|                                   | Provincial Osorno | 2 - 1     | Colina               |         | Rubén Marcos Peralta     | 5 de junio  | 16:00   |         |         |         |         |
|                                   | Gasparín FC       | 1 - 3     | Deportes Recoleta    |         | Municipal Lo Blanco      | 8 de junio  | 12:00   |         |         |         |         |
|                                   | Tomás Greig FC    | 0 - 0     | Fernández Vial       |         | Guillermo Saavedra       | 8 de junio  | 19:00   |         |         |         |         |
|                                   | Deportes Limache  | 0 - 2     | Chimbarongo FC       |         | Ángel Navarrete Candia   | 8 de junio  | 19:00   |         |         |         |         |
|                                   | General Velasquez | 3 - 0     | Juventud Salvador    |         | Municipal de San Vicente | 15 de junio | 20:00   |         |         |         |         |
| Libre: Deportivo Estación Central |                   |           |                      |         |                          |             |         |         |         |         |         |

| Fecha 3       | Fecha 3                    | Fecha 3   | Fecha 3           | Fecha 3 | Fecha 3                  | Fecha 3     | Fecha 3 | Fecha 3 | Fecha 3 | Fecha 3 | Fecha 3 |
|               | Local                      | Resultado | Visitante         |         | Estadio                  | Fecha       | Hora    |         |         |         |         |
| ------------- | -------------------------- | --------- | ----------------- | ------- | ------------------------ | ----------- | ------- | ------- | ------- | ------- | ------- |
|               | Provincial Talagante       | 2 - 2     | Provincial Osorno |         | Lucas Pacheco Toro       | 10 de junio | 19:30   |         |         |         |         |
|               | Juventud Salvador          | 0 - 2     | Gasparín FC       |         | Cardenal Caro            | 11 de junio | 12:00   |         |         |         |         |
|               | Chimbarongo FC             | 0 - 1     | Tomás Greig FC    |         | Municipal de Chimbarongo | 11 de junio | 16:00   |         |         |         |         |
|               | Real San Joaquín           | 3 - 0     | Deportes Limache  |         | Arturo Vidal             | 11 de junio | 16:30   |         |         |         |         |
|               | Deportes Recoleta          | 5 - 3     | Deportes Rengo    |         | Chacabuco                | 11 de junio | 16:45   |         |         |         |         |
|               | Deportivo Estación Central | 1 - 0     | General Velásquez |         | Real Aeropuerto          | 11 de junio | 20:00   |         |         |         |         |
|               | Fernández Vial             | 2 - 1     | Lautaro de Buin   |         | El Morro                 | 12 de junio | 16:00   |         |         |         |         |
| Libre: Colina |                            |           |                   |         |                          |             |         |         |         |         |         |

| Fecha 4                     | Fecha 4           | Fecha 4   | Fecha 4                    | Fecha 4 | Fecha 4                       | Fecha 4     | Fecha 4 | Fecha 4 | Fecha 4 | Fecha 4 | Fecha 4 |
|                             | Local             | Resultado | Visitante                  |         | Estadio                       | Fecha       | Hora    |         |         |         |         |
| --------------------------- | ----------------- | --------- | -------------------------- | ------- | ----------------------------- | ----------- | ------- | ------- | ------- | ------- | ------- |
|                             | Deportes Recoleta | 2 - 2     | Juventud Salvador          |         | Chacabuco                     | 18 de junio | 16:00   |         |         |         |         |
|                             | Lautaro de Buin   | 2 - 0     | Chimbarongo FC             |         | Lautaro                       | 19 de junio | 12:00   |         |         |         |         |
|                             | Deportes Rengo    | 1 - 1     | Deportes Limache           |         | Guillermo Guzmán Díaz         | 19 de junio | 15:30   |         |         |         |         |
|                             | Gasparín FC       | 1 - 1     | Deportivo Estación Central |         | Municipal Lo Blanco           | 19 de junio | 15:30   |         |         |         |         |
|                             | General Velásquez | 3 - 1     | Colina                     |         | Municipal de San Vicente      | 19 de junio | 15:30   |         |         |         |         |
|                             | Provincial Osorno | 2 - 0     | Fernández Vial             |         | Rubén Marcos Peralta          | 19 de junio | 16:00   |         |         |         |         |
|                             | Tomás Greig FC    | 0 - 2     | Real San Joaquín           |         | Patricio Mekis - Cancha N.º 2 | 19 de junio | 16:30   |         |         |         |         |
| Libre: Provincial Talagante |                   |           |                            |         |                               |             |         |         |         |         |         |

| Fecha 5               | Fecha 5                    | Fecha 5   | Fecha 5           | Fecha 5 | Fecha 5                  | Fecha 5     | Fecha 5 | Fecha 5 | Fecha 5 | Fecha 5 | Fecha 5 |
|                       | Local                      | Resultado | Visitante         |         | Estadio                  | Fecha       | Hora    |         |         |         |         |
| --------------------- | -------------------------- | --------- | ----------------- | ------- | ------------------------ | ----------- | ------- | ------- | ------- | ------- | ------- |
|                       | Juventud Salvador          | 1 - 3     | Deportes Rengo    |         | Cardenal Caro            | 25 de junio | 13:00   |         |         |         |         |
|                       | Chimbarongo FC             | 1 - 4     | Provincial Osorno |         | Municipal de Chimbarongo | 25 de junio | 16:00   |         |         |         |         |
|                       | Colina                     | 3 - 2     | Gasparín FC       |         | Esmeralda                | 25 de junio | 16:30   |         |         |         |         |
|                       | Real San Joaquín           | 2 - 1     | Lautaro de Buin   |         | Arturo Vidal             | 25 de junio | 16:30   |         |         |         |         |
|                       | Deportes Limache           | 3 - 1     | Tomás Greig FC    |         | Ángel Navarrete Candia   | 25 de junio | 16:30   |         |         |         |         |
|                       | Deportivo Estación Central | 0 - 1     | Deportes Recoleta |         | Real Aeropuerto          | 25 de junio | 20:00   |         |         |         |         |
|                       | Provincial Talagante       | 1 - 1     | General Velásquez |         | Lucas Pacheco Toro       | 26 de junio | 12:30   |         |         |         |         |
| Libre: Fernández Vial |                            |           |                   |         |                          |             |         |         |         |         |         |

| Fecha 6               | Fecha 6           | Fecha 6   | Fecha 6                    | Fecha 6 | Fecha 6                  | Fecha 6    | Fecha 6 | Fecha 6 | Fecha 6 | Fecha 6 | Fecha 6 |
|                       | Local             | Resultado | Visitante                  |         | Estadio                  | Fecha      | Hora    |         |         |         |         |
| --------------------- | ----------------- | --------- | -------------------------- | ------- | ------------------------ | ---------- | ------- | ------- | ------- | ------- | ------- |
|                       | Deportes Rengo    | 3 - 1     | Tomás Greig FC             |         | Guillermo Guzmán Díaz    | 2 de julio | 15:30   |         |         |         |         |
|                       | Deportes Recoleta | 1 - 0     | Colina                     |         | Chacabuco                | 2 de julio | 16:00   |         |         |         |         |
|                       | Juventud Salvador | 0 - 1     | Deportivo Estación Central |         | Cardenal Caro            | 2 de julio | 20:00   |         |         |         |         |
|                       | Gasparín FC       | 2 - 0     | Provincial Talagante       |         | Municipal Lo Blanco      | 3 de julio | 15:30   |         |         |         |         |
|                       | General Velásquez | 1 - 3     | Fernández Vial             |         | Municipal de San Vicente | 3 de julio | 15:30   |         |         |         |         |
|                       | Lautaro de Buin   | 2 - 0     | Deportes Limache           |         | Lautaro                  | 3 de julio | 15:30   |         |         |         |         |
|                       | Provincial Osorno | 1 - 0     | Real San Joaquín           |         | Rubén Marcos Peralta     | 3 de julio | 16:00   |         |         |         |         |
| Libre: Chimbarongo FC |                   |           |                            |         |                          |            |         |         |         |         |         |

| Fecha 7                 | Fecha 7                    | Fecha 7   | Fecha 7           | Fecha 7 | Fecha 7                  | Fecha 7     | Fecha 7 | Fecha 7 | Fecha 7 | Fecha 7 | Fecha 7 |
|                         | Local                      | Resultado | Visitante         |         | Estadio                  | Fecha       | Hora    |         |         |         |         |
| ----------------------- | -------------------------- | --------- | ----------------- | ------- | ------------------------ | ----------- | ------- | ------- | ------- | ------- | ------- |
|                         | Deportes Limache           | 3 - 2     | Provincial Osorno |         | Ángel Navarrete Candia   | 9 de julio  | 12:00   |         |         |         |         |
|                         | Chimbarongo FC             | 3 - 1     | General Velásquez |         | Municipal de Chimbarongo | 9 de julio  | 16:00   |         |         |         |         |
|                         | Colina                     | 1 - 1     | Juventud Salvador |         | Esmeralda                | 9 de julio  | 16:00   |         |         |         |         |
|                         | Provincial Talagante       | 2 - 3     | Deportes Recoleta |         | Lucas Pacheco Toro       | 9 de julio  | 17:00   |         |         |         |         |
|                         | Deportivo Estación Central | 4 - 3     | Deportes Rengo    |         | Triángulo de Maipú       | 9 de julio  | 20:00   |         |         |         |         |
|                         | Fernández Vial             | 2 - 1     | Gasparín FC       |         | El Morro                 | 10 de julio | 15:30   |         |         |         |         |
|                         | Tomás Greig FC             | 2 - 3     | Lautaro de Buin   |         | Complejo Nor Oriente     | 10 de julio | 16:00   |         |         |         |         |
| Libre: Real San Joaquín |                            |           |                   |         |                          |             |         |         |         |         |         |

| Fecha 8                 | Fecha 8                    | Fecha 8   | Fecha 8              | Fecha 8 | Fecha 8                  | Fecha 8     | Fecha 8 | Fecha 8 | Fecha 8 | Fecha 8 | Fecha 8 |
|                         | Local                      | Resultado | Visitante            |         | Estadio                  | Fecha       | Hora    |         |         |         |         |
| ----------------------- | -------------------------- | --------- | -------------------- | ------- | ------------------------ | ----------- | ------- | ------- | ------- | ------- | ------- |
|                         | Deportivo Estación Central | 0 - 0     | Colina               |         | Triángulo de Maipú       | 15 de julio | 18:00   |         |         |         |         |
|                         | Juventud Salvador          | 1 - 2     | Provincial Talagante |         | Cardenal Caro            | 16 de julio | 12:00   |         |         |         |         |
|                         | Deportes Rengo             | 0 - 3     | Lautaro de Buin      |         | Guillermo Guzmán Díaz    | 16 de julio | 15:30   |         |         |         |         |
|                         | Deportes Recoleta          | 3 - 0     | Fernández Vial       |         | Chacabuco                | 16 de julio | 16:00   |         |         |         |         |
|                         | Gasparín FC                | 3 - 0     | Chimbarongo FC       |         | Municipal Lo Blanco      | 17 de julio | 15:30   |         |         |         |         |
|                         | General Velásquez          | 3 - 1     | Real San Joaquín     |         | Municipal de San Vicente | 17 de julio | 15:30   |         |         |         |         |
|                         | Provincial Osorno          | 1 - 0     | Tomás Greig FC       |         | Rubén Marcos Peralta     | 17 de julio | 16:00   |         |         |         |         |
| Libre: Deportes Limache |                            |           |                      |         |                          |             |         |         |         |         |         |

| Fecha 9               | Fecha 9              | Fecha 9   | Fecha 9                    | Fecha 9 | Fecha 9                  | Fecha 9     | Fecha 9 | Fecha 9 | Fecha 9 | Fecha 9 | Fecha 9 |
|                       | Local                | Resultado | Visitante                  |         | Estadio                  | Fecha       | Hora    |         |         |         |         |
| --------------------- | -------------------- | --------- | -------------------------- | ------- | ------------------------ | ----------- | ------- | ------- | ------- | ------- | ------- |
|                       | Deportes Limache     | 3 - 1     | General Velásquez          |         | Lucio Fariña Fernández   | 22 de julio | 18:30   |         |         |         |         |
|                       | Lautaro de Buin      | 4 - 0     | Provincial Osorno          |         | Lautaro                  | 23 de julio | 15:30   |         |         |         |         |
|                       | Colina               | 1 - 4     | Deportes Rengo             |         | Manuel Rojas del Río     | 23 de julio | 16:00   |         |         |         |         |
|                       | Provincial Talagante | 1 - 2     | Deportivo Estación Central |         | Lucas Pacheco Toro       | 23 de julio | 16:00   |         |         |         |         |
|                       | Real San Joaquín     | 1 - 1     | Gasparín FC                |         | Arturo Vidal             | 23 de julio | 16:30   |         |         |         |         |
|                       | Fernández Vial       | 6 - 0     | Juventud Salvador          |         | El Morro                 | 24 de julio | 15:30   |         |         |         |         |
|                       | Chimbarongo FC       | 2 - 1     | Deportes Recoleta          |         | Municipal de Chimbarongo | 3 de agosto | 16:00   |         |         |         |         |
| Libre: Tomás Greig FC |                      |           |                            |         |                          |             |         |         |         |         |         |

| Fecha 10               | Fecha 10                   | Fecha 10  | Fecha 10             | Fecha 10 | Fecha 10                 | Fecha 10    | Fecha 10 | Fecha 10 | Fecha 10 | Fecha 10 | Fecha 10 |
|                        | Local                      | Resultado | Visitante            |          | Estadio                  | Fecha       | Hora     |          |          |          |          |
| ---------------------- | -------------------------- | --------- | -------------------- | -------- | ------------------------ | ----------- | -------- | -------- | -------- | -------- | -------- |
|                        | Juventud Salvador          | 0 - 5     | Chimbarongo FC       |          | Cardenal Caro            | 30 de julio | 12:00    |          |          |          |          |
|                        | Colina                     | 0 - 1     | Provincial Talagante |          | Manuel Rojas del Río     | 30 de julio | 16:00    |          |          |          |          |
|                        | Deportes Recoleta          | 0 - 1     | Real San Joaquín     |          | Chacabuco                | 30 de julio | 16:00    |          |          |          |          |
|                        | Deportes Rengo             | 0 - 1     | Provincial Osorno    |          | Guillermo Guzmán Díaz    | 30 de julio | 16:00    |          |          |          |          |
|                        | Deportivo Estación Central | 3 - 0     | Fernández Vial       |          | Triángulo de Maipú       | 30 de julio | 20:00    |          |          |          |          |
|                        | Gasparín FC                | 2 - 0     | Deportes Limache     |          | Municipal Lo Blanco      | 31 de julio | 15:30    |          |          |          |          |
|                        | General Velásquez          | 4 - 2     | Tomás Greig FC       |          | Municipal de San Vicente | 31 de julio | 15:30    |          |          |          |          |
| Libre: Lautaro de Buin |                            |           |                      |          |                          |             |          |          |          |          |          |

| Fecha 11                 | Fecha 11             | Fecha 11  | Fecha 11                   | Fecha 11 | Fecha 11                 | Fecha 11    | Fecha 11 | Fecha 11 | Fecha 11 | Fecha 11 | Fecha 11 |
|                          | Local                | Resultado | Visitante                  |          | Estadio                  | Fecha       | Hora     |          |          |          |          |
| ------------------------ | -------------------- | --------- | -------------------------- | -------- | ------------------------ | ----------- | -------- | -------- | -------- | -------- | -------- |
|                          | Lautaro de Buin      | 2 - 1     | General Velásquez          |          | Lautaro                  | 6 de agosto | 15:30    |          |          |          |          |
|                          | Chimbarongo FC       | 1 - 1     | Deportivo Estación Central |          | Municipal de Chimbarongo | 6 de agosto | 16:00    |          |          |          |          |
|                          | Provincial Talagante | 3 - 4     | Deportes Rengo             |          | Lucas Pacheco Toro       | 6 de agosto | 16:30    |          |          |          |          |
|                          | Real San Joaquín     | 3 - 0     | Juventud Salvador          |          | Arturo Vidal             | 6 de agosto | 16:30    |          |          |          |          |
|                          | Deportes Limache     | 1 - 2     | Deportes Recoleta          |          | Lucio Fariña Fernández   | 6 de agosto | 19:00    |          |          |          |          |
|                          | Fernández Vial       | 2 - 1     | Colina                     |          | Ester Roa Rebolledo      | 7 de agosto | 15:30    |          |          |          |          |
|                          | Tomás Greig FC       | 0 - 1     | Gasparín FC                |          | Guillermo Saavedra       | 7 de agosto | 17:00    |          |          |          |          |
| Libre: Provincial Osorno |                      |           |                            |          |                          |             |          |          |          |          |          |

| Fecha 12              | Fecha 12                   | Fecha 12  | Fecha 12           | Fecha 12 | Fecha 12                 | Fecha 12     | Fecha 12 | Fecha 12 | Fecha 12 | Fecha 12 | Fecha 12 |
|                       | Local                      | Resultado | Visitante          |          | Estadio                  | Fecha        | Hora     |          |          |          |          |
| --------------------- | -------------------------- | --------- | ------------------ | -------- | ------------------------ | ------------ | -------- | -------- | -------- | -------- | -------- |
|                       | Colina                     | 1 - 0     | Chimbarongo FC     |          | Manuel Rojas del Río     | 13 de agosto | 12:00    |          |          |          |          |
|                       | Juventud Salvador          | 1 - 3     | \|Deportes Limache |          | Cardenal Caro            | 13 de agosto | 12:00    |          |          |          |          |
|                       | Deportes Recoleta          | 3 - 3     | Tomás Greig FC     |          | Chacabuco                | 13 de agosto | 16:00    |          |          |          |          |
|                       | Provincial Talagante       | 2 - 2     | Fernández Vial     |          | Lucas Pacheco            | 13 de agosto | 16:30    |          |          |          |          |
|                       | Deportivo Estación Central | 3 - 3     | Real San Joaquín   |          | Triángulo de Maipú       | 13 de agosto | 19:00    |          |          |          |          |
|                       | General Velásquez          | 0 - 3     | Provincial Osorno  |          | Municipal de San Vicente | 13 de agosto | 20:00    |          |          |          |          |
|                       | Gasparín FC                | 0 - 0     | Lautaro de Buin    |          | Municipal Lo Blanco      | 14 de agosto | 15:30    |          |          |          |          |
| Libre: Deportes Rengo |                            |           |                    |          |                          |              |          |          |          |          |          |

| Fecha 13                 | Fecha 13          | Fecha 13  | Fecha 13                   | Fecha 13 | Fecha 13                 | Fecha 13     | Fecha 13 | Fecha 13 | Fecha 13 | Fecha 13 | Fecha 13 |
|                          | Local             | Resultado | Visitante                  |          | Estadio                  | Fecha        | Hora     |          |          |          |          |
| ------------------------ | ----------------- | --------- | -------------------------- | -------- | ------------------------ | ------------ | -------- | -------- | -------- | -------- | -------- |
|                          | Deportes Limache  | 2 - 1     | Deportivo Estación Central |          | Lucio Fariña Fernández   | 20 de agosto | 11:00    |          |          |          |          |
|                          | Fernández Vial    | 4 - 1     | Deportes Rengo             |          | Ester Roa Rebolledo      | 20 de agosto | 16:00    |          |          |          |          |
|                          | Real San Joaquín  | 2 - 2     | Colina                     |          | Arturo Vidal             | 20 de agosto | 16:30    |          |          |          |          |
|                          | Chimbarongo FC    | 0 - 2     | Provincial Talagante       |          | Municipal de Chimbarongo | 20 de agosto | 17:00    |          |          |          |          |
|                          | Provincial Osorno | 4 - 1     | Gasparín FC                |          | Rubén Marcos Peralta     | 21 de agosto | 16:00    |          |          |          |          |
|                          | Lautaro de Buin   | 2 - 3     | Deportes Recoleta          |          | Lautaro                  | 21 de agosto | 16:00    |          |          |          |          |
|                          | Tomás Greig FC    | 1 - 1     | Juventud Salvador          |          | Guillermo Saavedra       | 21 de agosto | 17:00    |          |          |          |          |
| Libre: General Velásquez |                   |           |                            |          |                          |              |          |          |          |          |          |

| Fecha 14           | Fecha 14                   | Fecha 14  | Fecha 14          | Fecha 14 | Fecha 14              | Fecha 14        | Fecha 14 | Fecha 14 | Fecha 14 | Fecha 14 | Fecha 14 |
|                    | Local                      | Resultado | Visitante         |          | Estadio               | Fecha           | Hora     |          |          |          |          |
| ------------------ | -------------------------- | --------- | ----------------- | -------- | --------------------- | --------------- | -------- | -------- | -------- | -------- | -------- |
|                    | Colina                     | 2 - 0     | Deportes Limache  |          | Manuel Rojas del Río  | 27 de agosto    | 12:00    |          |          |          |          |
|                    | Deportes Recoleta          | 3 - 2     | Provincial Osorno |          | Chacabuco             | 27 de agosto    | 16:00    |          |          |          |          |
|                    | Fernández Vial             | 7 - 1     | Chimbarongo FC    |          | Ester Roa Rebolledo   | 27 de agosto    | 17:00    |          |          |          |          |
|                    | Provincial Talagante       | 1 - 2     | Real San Joaquín  |          | Lucas Pacheco Toro    | 27 de agosto    | 17:00    |          |          |          |          |
|                    | Deportivo Estación Central | 2 - 5     | Tomás Greig FC    |          | Triángulo de Maipú    | 27 de agosto    | 20:00    |          |          |          |          |
|                    | Juventud Salvador          | 2 - 2     | Lautaro de Buin   |          | Cardenal Caro         | 27 de agosto    | 20:30    |          |          |          |          |
|                    | Deportes Rengo             | 4 - 2     | General Velásquez |          | Guillermo Guzmán Díaz | 7 de septiembre | 20:00    |          |          |          |          |
| Libre: Gasparín FC |                            |           |                   |          |                       |                 |          |          |          |          |          |

| Fecha 15                 | Fecha 15          | Fecha 15  | Fecha 15                   | Fecha 15 | Fecha 15                 | Fecha 15        | Fecha 15 | Fecha 15 | Fecha 15 | Fecha 15 | Fecha 15 |
|                          | Local             | Resultado | Visitante                  |          | Estadio                  | Fecha           | Hora     |          |          |          |          |
| ------------------------ | ----------------- | --------- | -------------------------- | -------- | ------------------------ | --------------- | -------- | -------- | -------- | -------- | -------- |
|                          | Lautaro de Buin   | 0 - 2     | Deportivo Estación Central |          | Lautaro                  | 3 de septiembre | 16:00    |          |          |          |          |
|                          | Chimbarongo FC    | 0 - 1     | Deportes Rengo             |          | Municipal de Chimbarongo | 3 de septiembre | 17:00    |          |          |          |          |
|                          | Deportes Limache  | 2 - 1     | Provincial Talagante       |          | Lucio Fariña             | 3 de septiembre | 19:00    |          |          |          |          |
|                          | Real San Joaquín  | 1 - 1     | Fernández Vial             |          | Arturo Vidal             | 3 de septiembre | 19:00    |          |          |          |          |
|                          | Provincial Osorno | 2 - 0     | Juventud Salvador          |          | Rubén Marcos Peralta     | 4 de septiembre | 16:00    |          |          |          |          |
|                          | General Velásquez | 2 - 3     | Gasparín FC                |          | Municipal de San Vicente | 4 de septiembre | 16:30    |          |          |          |          |
|                          | Tomás Greig       | 0 - 1     | Colina                     |          | Guillermo Saavedra       | 4 de septiembre | 18:00    |          |          |          |          |
| Libre: Deportes Recoleta |                   |           |                            |          |                          |                 |          |          |          |          |          |

### Segunda rueda
| Fecha 16                 | Fecha 16          | Fecha 16  | Fecha 16                   | Fecha 16 | Fecha 16                 | Fecha 16         | Fecha 16 | Fecha 16 | Fecha 16 | Fecha 16 |
|                          | Local             | Resultado | Visitante                  |          | Estadio                  | Fecha            | Hora     |          |          |          |
| ------------------------ | ----------------- | --------- | -------------------------- | -------- | ------------------------ | ---------------- | -------- | -------- | -------- | -------- |
|                          | Deportes Limache  | 2 - 3     | Fernández Vial             |          | Lucio Fariña Fernández   | 9 de septiembre  | 20:00    |          |          |          |
|                          | Provincial Osorno | 1 - 1     | Deportivo Estación Central |          | Rubén Marcos Peralta     | 10 de septiembre | 16:00    |          |          |          |
|                          | Tomás Greig FC    | 3 - 2     | Provincial Talagante       |          | Complejo Nororiente      | 10 de septiembre | 18:00    |          |          |          |
|                          | Real San Joaquín  | 3 - 2     | Chimbarongo FC             |          | Arturo Vidal             | 10 de septiembre | 19:00    |          |          |          |
|                          | Deportes Rengo    | 1 - 1     | Gasparín FC                |          | Guillermo Guzmán Díaz    | 10 de septiembre | 20:00    |          |          |          |
|                          | General Velásquez | 1 - 2     | Deportes Recoleta          |          | Municipal de San Vicente | 11 de septiembre | 16:30    |          |          |          |
|                          | Lautaro de Buin   | 3 - 1     | Colina                     |          | Arturo Vidal             | 28 de septiembre | 15:00    |          |          |          |
| Libre: Juventud Salvador |                   |           |                            |          |                          |                  |          |          |          |          |

| Fecha 17                          | Fecha 17             | Fecha 17  | Fecha 17          | Fecha 17 | Fecha 17                 | Fecha 17         | Fecha 17 | Fecha 17 | Fecha 17 | Fecha 17 | Fecha 17 |
|                                   | Local                | Resultado | Visitante         |          | Estadio                  | Fecha            | Hora     |          |          |          |          |
| --------------------------------- | -------------------- | --------- | ----------------- | -------- | ------------------------ | ---------------- | -------- | -------- | -------- | -------- | -------- |
|                                   | Fernandez Vial       | 4 - 2     | Tomás Greig FC    |          | Ester Roa Rebolledo      | 13 de septiembre | 19:00    |          |          |          |          |
|                                   | Colina               | 3 - 3     | Provincial Osorno |          | Manuel Rojas del Río     | 14 de septiembre | 16:00    |          |          |          |          |
|                                   | Juventud Salvador    | 0 - 6     | General Velasquez |          | Cardenal Caro            | 14 de septiembre | 20:00    |          |          |          |          |
|                                   | Real San Joaquín     | 3 - 3     | Deportes Rengo    |          | Arturo Vidal             | 14 de septiembre | 20:00    |          |          |          |          |
|                                   | Deportes Recoleta    | 2 - 1     | Gasparín FC       |          | Chacabuco                | 15 de septiembre | 18:30    |          |          |          |          |
|                                   | Chimbarongo FC       | 1 - 1     | Deportes Limache  |          | Municipal de Chimbarongo | 15 de septiembre | 19:00    |          |          |          |          |
|                                   | Provincial Talagante | 3 - 2     | Lautaro de Buin   |          | Lucas Pacheco Toro       | 16 de septiembre | 20:00    |          |          |          |          |
| Libre: Deportivo Estación Central |                      |           |                   |          |                          |                  |          |          |          |          |          |

| Fecha 18      | Fecha 18          | Fecha 18  | Fecha 18                   | Fecha 18 | Fecha 18                 | Fecha 18         | Fecha 18 | Fecha 18 | Fecha 18 | Fecha 18 | Fecha 18 |
|               | Local             | Resultado | Visitante                  |          | Estadio                  | Fecha            | Hora     |          |          |          |          |
| ------------- | ----------------- | --------- | -------------------------- | -------- | ------------------------ | ---------------- | -------- | -------- | -------- | -------- | -------- |
|               | Deportes Limache  | 0 - 0     | Real San Joaquín           |          | Lucio Fariña Fernández   | 24 de septiembre | 18:30    |          |          |          |          |
|               | Tomás Greig FC    | 0 - 1     | Chimbarongo FC             |          | Complejo Nororiente      | 24 de septiembre | 19:00    |          |          |          |          |
|               | Deportes Rengo    | 2 - 3     | Deportes Recoleta          |          | Guillermo Guzmán Díaz    | 24 de septiembre | 20:00    |          |          |          |          |
|               | Lautaro de Buin   | 1 - 0     | Fernández Vial             |          | Lautaro                  | 25 de septiembre | 12:00    |          |          |          |          |
|               | Provincial Osorno | 0 - 0     | Provincial Talagante       |          | Rubén Marcos Peralta     | 25 de septiembre | 16:00    |          |          |          |          |
|               | General Velásquez | 2 - 0     | Deportivo Estación Central |          | Municipal de San Vicente | 25 de septiembre | 16:30    |          |          |          |          |
|               | Gasparín FC       | 1 - 1     | Juventud Salvador          |          | Municipal Lo Blanco      | 25 de septiembre | 17:00    |          |          |          |          |
| Libre: Colina |                   |           |                            |          |                          |                  |          |          |          |          |          |

| Fecha 19                    | Fecha 19                   | Fecha 19  | Fecha 19          | Fecha 19 | Fecha 19                 | Fecha 19         | Fecha 19 | Fecha 19 | Fecha 19 | Fecha 19 | Fecha 19 |
|                             | Local                      | Resultado | Visitante         |          | Estadio                  | Fecha            | Hora     |          |          |          |          |
| --------------------------- | -------------------------- | --------- | ----------------- | -------- | ------------------------ | ---------------- | -------- | -------- | -------- | -------- | -------- |
|                             | Deportes Limache           | 2 - 1     | Deportes Rengo    |          | Lucio Fariña Fernández   | 30 de septiembre | 20:00    |          |          |          |          |
|                             | Colina                     | 3 - 1     | General Velásquez |          | Manuel Rojas del Río     | 1 de octubre     | 17:00    |          |          |          |          |
|                             | Chimbarongo FC             | 3 - 0     | Lautaro de Buin   |          | Municipal de Chimbarongo | 1 de octubre     | 18:00    |          |          |          |          |
|                             | Deportivo Estación Central | 2 - 1     | Gasparín FC       |          | Triángulo de Maipú       | 1 de octubre     | 20:00    |          |          |          |          |
|                             | Juventud Salvador          | 1 - 3     | Deportes Recoleta |          | Cardenal Caro            | 1 de octubre     | 20:00    |          |          |          |          |
|                             | Fernández Vial             | 2 - 0     | Provincial Osorno |          | Ester Roa Rebolledo      | 2 de octubre     | 16:00    |          |          |          |          |
|                             | Real San Joaquín           | 4 - 1     | Tomás Greig FC    |          | Arturo Vidal             | 2 de octubre     | 19:00    |          |          |          |          |
| Libre: Provincial Talagante |                            |           |                   |          |                          |                  |          |          |          |          |          |

| Fecha 20              | Fecha 20          | Fecha 20  | Fecha 20                   | Fecha 20 | Fecha 20                 | Fecha 20     | Fecha 20 | Fecha 20 | Fecha 20 | Fecha 20 | Fecha 20 |
|                       | Local             | Resultado | Visitante                  |          | Estadio                  | Fecha        | Hora     |          |          |          |          |
| --------------------- | ----------------- | --------- | -------------------------- | -------- | ------------------------ | ------------ | -------- | -------- | -------- | -------- | -------- |
|                       | Gasparín FC       | 1 - 1     | Colina                     |          | Las Acacias              | 7 de octubre | 19:00    |          |          |          |          |
|                       | Deportes Recoleta | 1 - 2     | Deportivo Estación Central |          | Chacabuco                | 8 de octubre | 16:00    |          |          |          |          |
|                       | Lautaro de Buin   | 2 - 1     | Real San Joaquín           |          | Lautaro                  | 8 de octubre | 18:00    |          |          |          |          |
|                       | Deportes Rengo    | 2 - 1     | Juventud Salvador          |          | Guillermo Guzmán Díaz    | 8 de octubre | 20:00    |          |          |          |          |
|                       | Provincial Osorno | 2 - 1     | Chimbarongo FC             |          | Rubén Marcos Peralta     | 9 de octubre | 16:00    |          |          |          |          |
|                       | Tomás Greig FC    | 1 - 2     | Deportes Limache           |          | Guillermo Saavedra       | 9 de octubre | 18:00    |          |          |          |          |
|                       | General Velásquez | 3 - 2     | Provincial Talagante       |          | Municipal de San Vicente | 9 de octubre | 20:30    |          |          |          |          |
| Libre: Fernández Vial |                   |           |                            |          |                          |              |          |          |          |          |          |

| Fecha 21              | Fecha 21                   | Fecha 21  | Fecha 21          | Fecha 21 | Fecha 21               | Fecha 21      | Fecha 21 | Fecha 21 | Fecha 21 | Fecha 21 | Fecha 21 |
|                       | Local                      | Resultado | Visitante         |          | Estadio                | Fecha         | Hora     |          |          |          |          |
| --------------------- | -------------------------- | --------- | ----------------- | -------- | ---------------------- | ------------- | -------- | -------- | -------- | -------- | -------- |
|                       | Fernández Vial             | 1 - 1     | General Velásquez |          | Ester Roa Rebolledo    | 15 de octubre | 17:00    |          |          |          |          |
|                       | Colina                     | 2 - 1     | Deportes Recoleta |          | Manuel Rojas del Río   | 15 de octubre | 18:30    |          |          |          |          |
|                       | Deportes Limache           | 0 - 3     | Lautaro de Buin   |          | Lucio Fariña Fernández | 15 de octubre | 19:00    |          |          |          |          |
|                       | Provincial Talagante       | 2 - 3     | Gasparin FC       |          | Lucas Pacheco Toro     | 15 de octubre | 19:00    |          |          |          |          |
|                       | Real San Joaquín           | 2 - 4     | Provincial Osorno |          | Arturo Vidal           | 15 de octubre | 20:00    |          |          |          |          |
|                       | Deportivo Estación Central | 4 - 1     | Juventud Salvador |          | Triángulo de Maipú     | 15 de octubre | 20:00    |          |          |          |          |
|                       | Tomás Greig FC             | 0 - 0     | Deportes Rengo    |          | Guillermo Saavedra     | 16 de octubre | 18:00    |          |          |          |          |
| Libre: Chimbarongo FC |                            |           |                   |          |                        |               |          |          |          |          |          |

| Fecha 22                | Fecha 22          | Fecha 22  | Fecha 22                   | Fecha 22 | Fecha 22                 | Fecha 22      | Fecha 22 | Fecha 22 | Fecha 22 | Fecha 22 | Fecha 22 |
|                         | Local             | Resultado | Visitante                  |          | Estadio                  | Fecha         | Hora     |          |          |          |          |
| ----------------------- | ----------------- | --------- | -------------------------- | -------- | ------------------------ | ------------- | -------- | -------- | -------- | -------- | -------- |
|                         | Gasparín FC       | 2 - 3     | Fernández Vial             |          | Municipal Lo Blanco      | 21 de octubre | 17:00    |          |          |          |          |
|                         | Deportes Recoleta | 4 - 3     | Provincial Talagante       |          | Chacabuco                | 22 de octubre | 16:00    |          |          |          |          |
|                         | Lautaro de Buin   | 1 - 2     | Tomás Greig FC             |          | Lautaro                  | 22 de octubre | 17:00    |          |          |          |          |
|                         | Provincial Osorno | 3 - 2     | Deportes Limache           |          | Rubén Marcos Peralta     | 22 de octubre | 19:00    |          |          |          |          |
|                         | Deportes Rengo    | 2 - 0     | Deportivo Estación Central |          | Guillermo Guzmán Díaz    | 22 de octubre | 20:00    |          |          |          |          |
|                         | Juventud Salvador | 0 - 2     | Colina                     |          | Cardenal Caro            | 22 de octubre | 20:00    |          |          |          |          |
|                         | General Velásquez | 1 - 1     | Chimbarongo FC             |          | Municipal de San Vicente | 22 de octubre | 20:30    |          |          |          |          |
| Libre: Real San Joaquín |                   |           |                            |          |                          |               |          |          |          |          |          |

| Fecha 23                | Fecha 23             | Fecha 23  | Fecha 23                   | Fecha 23 | Fecha 23                 | Fecha 23      | Fecha 23 | Fecha 23 | Fecha 23 | Fecha 23 | Fecha 23 |
|                         | Local                | Resultado | Visitante                  |          | Estadio                  | Fecha         | Hora     |          |          |          |          |
| ----------------------- | -------------------- | --------- | -------------------------- | -------- | ------------------------ | ------------- | -------- | -------- | -------- | -------- | -------- |
|                         | Colina               | 1 - 0     | Deportivo Estación Central |          | Manuel Rojas del Río     | 29 de octubre | 12:00    |          |          |          |          |
|                         | Lautaro de Buin      | 5 - 2     | Deportes Rengo             |          | Lautaro                  | 29 de octubre | 17:00    |          |          |          |          |
|                         | Chimbarongo FC       | 1 - 2     | Gasparín FC                |          | Municipal de Chimbarongo | 29 de octubre | 18:30    |          |          |          |          |
|                         | Provincial Talagante | 1 - 1     | Juventud Salvador          |          | Lucas Pacheco            | 29 de octubre | 19:00    |          |          |          |          |
|                         | Tomás Greig FC       | 1 - 3     | Provincial Osorno          |          | Guillermo Saavedra       | 29 de octubre | 19:00    |          |          |          |          |
|                         | Real San Joaquín     | 1 - 0     | General Velásquez          |          | Arturo Vidal             | 29 de octubre | 19:30    |          |          |          |          |
|                         | Fernández Vial       | 2 - 1     | Deportes Recoleta          |          | Ester Roa Rebolledo      | 30 de octubre | 16:00    |          |          |          |          |
| Libre: Deportes Limache |                      |           |                            |          |                          |               |          |          |          |          |          |

| Fecha 24              | Fecha 24                   | Fecha 24  | Fecha 24             | Fecha 24 | Fecha 24                 | Fecha 24       | Fecha 24 | Fecha 24 | Fecha 24 | Fecha 24 | Fecha 24 |
|                       | Local                      | Resultado | Visitante            |          | Estadio                  | Fecha          | Hora     |          |          |          |          |
| --------------------- | -------------------------- | --------- | -------------------- | -------- | ------------------------ | -------------- | -------- | -------- | -------- | -------- | -------- |
|                       | Deportes Recoleta          | 4 - 0     | Chimbarongo FC       |          | Chacabuco                | 5 de noviembre | 16:00    |          |          |          |          |
|                       | Deportivo Estación Central | 4 - 1     | Provincial Talagante |          | Triángulo de Maipú       | 5 de noviembre | 20:00    |          |          |          |          |
|                       | Deportes Rengo             | 2 - 0     | Colina               |          | Guillermo Guzmán Díaz    | 5 de noviembre | 20:00    |          |          |          |          |
|                       | Juventud Salvador          | 1 - 2     | Fernández Vial       |          | Cardenal Caro            | 5 de noviembre | 20:30    |          |          |          |          |
|                       | General Velásquez          | 2 - 2     | Deportes Limache     |          | Municipal de San Vicente | 5 de noviembre | 20:30    |          |          |          |          |
|                       | Gasparín FC                | 0 - 3     | Real San Joaquín     |          | Municipal Lo Blanco      | 6 de noviembre | 17:00    |          |          |          |          |
|                       | Provincial Osorno          | 1 - 0     | Lautaro de Buin      |          | Rubén Marcos Peralta     | 6 de noviembre | 18:00    |          |          |          |          |
| Libre: Tomás Greig FC |                            |           |                      |          |                          |                |          |          |          |          |          |

| Fecha 25               | Fecha 25             | Fecha 25  | Fecha 25                   | Fecha 25 | Fecha 25                 | Fecha 25        | Fecha 25 | Fecha 25 | Fecha 25 | Fecha 25 | Fecha 25 |
|                        | Local                | Resultado | Visitante                  |          | Estadio                  | Fecha           | Hora     |          |          |          |          |
| ---------------------- | -------------------- | --------- | -------------------------- | -------- | ------------------------ | --------------- | -------- | -------- | -------- | -------- | -------- |
|                        | Deportes Limache     | 2 - 1     | Gasparín FC                |          | Municipal de Olmué       | 12 de noviembre | 18:00    |          |          |          |          |
|                        | Provincial Osorno    | 1 - 1     | Deportes Rengo             |          | Rubén Marcos Peralta     | 12 de noviembre | 18:00    |          |          |          |          |
|                        | Chimbarongo FC       | 8 - 1     | Juventud Salvador          |          | Municipal de Chimbarongo | 12 de noviembre | 18:30    |          |          |          |          |
|                        | Tomás Greig FC       | 3 - 1     | General Velásquez          |          | Complejo Nororiente      | 12 de noviembre | 19:30    |          |          |          |          |
|                        | Fernández Vial       | 3 - 3     | Deportivo Estación Central |          | Ester Roa Rebolledo      | 12 de noviembre | 20:00    |          |          |          |          |
|                        | Provincial Talagante | 1 - 0     | Colina                     |          | Lucas Pacheco Toro       | 12 de noviembre | 20:00    |          |          |          |          |
|                        | Real San Joaquín     | 7 - 2     | Deportes Recoleta          |          | Arturo Vidal             | 12 de noviembre | 20:00    |          |          |          |          |
| Libre: Lautaro de Buin |                      |           |                            |          |                          |                 |          |          |          |          |          |

| Fecha 26                 | Fecha 26                   | Fecha 26  | Fecha 26             | Fecha 26 | Fecha 26                 | Fecha 26        | Fecha 26 | Fecha 26 | Fecha 26 | Fecha 26 | Fecha 26 |
|                          | Local                      | Resultado | Visitante            |          | Estadio                  | Fecha           | Hora     |          |          |          |          |
| ------------------------ | -------------------------- | --------- | -------------------- | -------- | ------------------------ | --------------- | -------- | -------- | -------- | -------- | -------- |
|                          | Colina                     | 1 - 0     | Fernández Vial       |          | Manuel Rojas del Río     | 19 de noviembre | 12:00    |          |          |          |          |
|                          | Deportes Recoleta          | 4 - 1     | Deportes Limache     |          | Chacabuco                | 19 de noviembre | 16:00    |          |          |          |          |
|                          | Deportes Rengo             | 2 - 7     | Provincial Talagante |          | Guillermo Guzmán Díaz    | 19 de noviembre | 20:00    |          |          |          |          |
|                          | Deportivo Estación Central | 5 - 2     | Chimbarongo FC       |          | Triángulo de Maipú       | 19 de noviembre | 20:00    |          |          |          |          |
|                          | Juventud Salvador          | 1 - 2     | Real San Joaquín     |          | Cardenal Caro            | 19 de noviembre | 20:30    |          |          |          |          |
|                          | Gasparín FC                | 0 - 2     | Tomás Greig FC       |          | Municipal Lo Blanco      | 20 de noviembre | 17:00    |          |          |          |          |
|                          | General Velásquez          | 2 - 2     | Lautaro de Buin      |          | Municipal de San Vicente | 20 de noviembre | 18:00    |          |          |          |          |
| Libre: Provincial Osorno |                            |           |                      |          |                          |                 |          |          |          |          |          |

| Fecha 27              | Fecha 27          | Fecha 27  | Fecha 27                   | Fecha 27 | Fecha 27                 | Fecha 27        | Fecha 27 | Fecha 27 | Fecha 27 | Fecha 27 | Fecha 27 |
|                       | Local             | Resultado | Visitante                  |          | Estadio                  | Fecha           | Hora     |          |          |          |          |
| --------------------- | ----------------- | --------- | -------------------------- | -------- | ------------------------ | --------------- | -------- | -------- | -------- | -------- | -------- |
|                       | Chimbarongo FC    | 3 - 0     | Colina                     |          | Municipal de Chimbarongo | 25 de noviembre | 19:00    |          |          |          |          |
|                       | Deportes Limache  | 5 - 0     | Juventud Salvador          |          | Municipal de Olmué       | 26 de noviembre | 18:00    |          |          |          |          |
|                       | Provincial Osorno | 1 - 0     | General Velásquez          |          | Rubén Marcos Peralta     | 26 de noviembre | 18:00    |          |          |          |          |
|                       | Real San Joaquín  | 2 - 0     | Deportivo Estación Central |          | Arturo Vidal             | 26 de noviembre | 20:00    |          |          |          |          |
|                       | Lautaro de Buin   | 5 - 2     | Gasparín FC                |          | Lautaro de Buin          | 26 de noviembre | 20:30    |          |          |          |          |
|                       | Fernández Vial    | 1 - 1     | Provincial Talagante       |          | Ester Roa Rebolledo      | 27 de noviembre | 16:00    |          |          |          |          |
|                       | Tomás Greig FC    | 1 - 3     | Deportes Recoleta          |          | Complejo Nororiente      | 27 de noviembre | 19:00    |          |          |          |          |
| Libre: Deportes Rengo |                   |           |                            |          |                          |                 |          |          |          |          |          |

| Fecha 28                 | Fecha 28                   | Fecha 28  | Fecha 28          | Fecha 28 | Fecha 28              | Fecha 28       | Fecha 28 | Fecha 28 | Fecha 28 | Fecha 28 | Fecha 28 |
|                          | Local                      | Resultado | Visitante         |          | Estadio               | Fecha          | Hora     |          |          |          |          |
| ------------------------ | -------------------------- | --------- | ----------------- | -------- | --------------------- | -------------- | -------- | -------- | -------- | -------- | -------- |
|                          | Provincial Talagante       | 0 - 1     | Chimbarongo FC    |          | Lucas Pacheco Toro    | 2 de diciembre | 20:00    |          |          |          |          |
|                          | Deportes Recoleta          | 2 - 0     | Lautaro de Buin   |          | Chacabuco             | 3 de diciembre | 16:00    |          |          |          |          |
|                          | Deportivo Estación Central | 1 - 1     | Deportes Limache  |          | Triángulo de Maipú    | 3 de diciembre | 20:00    |          |          |          |          |
|                          | Deportes Rengo             | 2 - 5     | Fernández Vial    |          | Guillermo Guzmán Díaz | 3 de diciembre | 20:00    |          |          |          |          |
|                          | Juventud Salvador          | 3 - 5     | Tomás Greig FC    |          | Cardenal Caro         | 3 de diciembre | 20:30    |          |          |          |          |
|                          | Colina                     | 0 - 2     | Real San Joaquín  |          | Manuel Rojas del Río  | 4 de diciembre | 17:00    |          |          |          |          |
|                          | Gasparín FC                | 0 - 3     | Provincial Osorno |          | Municipal Lo Blanco   | 4 de diciembre | 17:30    |          |          |          |          |
| Libre: General Velásquez |                            |           |                   |          |                       |                |          |          |          |          |          |

| Fecha 29           | Fecha 29          | Fecha 29  | Fecha 29                   | Fecha 29 | Fecha 29                 | Fecha 29        | Fecha 29 | Fecha 29 | Fecha 29 | Fecha 29 | Fecha 29 |
|                    | Local             | Resultado | Visitante                  |          | Estadio                  | Fecha           | Hora     |          |          |          |          |
| ------------------ | ----------------- | --------- | -------------------------- | -------- | ------------------------ | --------------- | -------- | -------- | -------- | -------- | -------- |
|                    | Lautaro de Buin   | 3 - 2     | Juventud Salvador          |          | Lautaro                  | 9 de diciembre  | 19:00    |          |          |          |          |
|                    | Chimbarongo FC    | 2 - 2     | Fernández Vial             |          | Municipal de Chimbarongo | 10 de diciembre | 18:00    |          |          |          |          |
|                    | Provincial Osorno | 3 - 1     | Deportes Recoleta          |          | Rubén Marcos Peralta     | 10 de diciembre | 19:00    |          |          |          |          |
|                    | Tomás Greig FC    | 4 - 2     | Deportivo Estación Central |          | Complejo Nororiente      | 10 de diciembre | 19:30    |          |          |          |          |
|                    | Real San Joaquín  | 4 - 1     | Provincial Talagante       |          | Arturo Vidal             | 10 de diciembre | 20:00    |          |          |          |          |
|                    | Deportes Limache  | 0 - 3     | Colina                     |          | Municipal de Olmué       | 10 de diciembre | 20:00    |          |          |          |          |
|                    | General Velásquez | 1 - 0     | Deportes Rengo             |          | Municipal de San Vicente | 11 de diciembre | 18:00    |          |          |          |          |
| Libre: Gasparín FC |                   |           |                            |          |                          |                 |          |          |          |          |          |

| Fecha 30                 | Fecha 30                   | Fecha 30  | Fecha 30          | Fecha 30 | Fecha 30              | Fecha 30        | Fecha 30 | Fecha 30 | Fecha 30 | Fecha 30 | Fecha 30 |
|                          | Local                      | Resultado | Visitante         |          | Estadio               | Fecha           | Hora     |          |          |          |          |
| ------------------------ | -------------------------- | --------- | ----------------- | -------- | --------------------- | --------------- | -------- | -------- | -------- | -------- | -------- |
|                          | Fernández Vial             | 1 - 4     | Real San Joaquín  |          | Ester Roa Rebolledo   | 16 de diciembre | 18:00    |          |          |          |          |
|                          | Deportes Rengo             | 2 - 1     | Chimbarongo FC    |          | Guillermo Guzmán Díaz | 16 de diciembre | 19:30    |          |          |          |          |
|                          | Provincial Talagante       | 2 - 2     | Deportes Limache  |          | Lucas Pacheco Toro    | 16 de diciembre | 20:00    |          |          |          |          |
|                          | Colina                     | 3 - 3     | Tomás Greig FC    |          | Manuel Rojas del Río  | 17 de diciembre | 12:00    |          |          |          |          |
|                          | Juventud Salvador          | 0 - 5     | Provincial Osorno |          | Cardenal Caro         | 17 de diciembre | 18:00    |          |          |          |          |
|                          | Deportivo Estación Central | 3 - 1     | Lautaro de Buin   |          | Triángulo de Maipú    | 17 de diciembre | 18:00    |          |          |          |          |
|                          | Gasparín FC                | 1 - 2     | General Velásquez |          | Municipal Lo Blanco   | 18 de diciembre | 17:30    |          |          |          |          |
| Libre: Deportes Recoleta |                            |           |                   |          |                       |                 |          |          |          |          |          |

## Cuadro final
| Cuadro de Honor   | Cuadro de Honor | Cuadro de Honor               |
| Equipo            | Premio          | Título(s)                     |
| ----------------- | --------------- | ----------------------------- |
| Deportes Osorno   | Campeón         |                               |
| Deportes Recoleta | Subcampeón      | 2016                          |
| Otros             |                 |                               |
| Real San Joaquín  | Tercer lugar    | Se mantiene en Tercera A 2017 |
| Fernández Vial    | Cuarto lugar    | Se mantiene en Tercera A 2017 |

## Goleadores
Actualizado el 18 de diciembre de 2016.

| Top 10                       | Top 10                     | Top 10 |
| ---------------------------- | -------------------------- | ------ |
| Jugador                      | Equipo                     | Goles  |
| Daniel Castro                | General Velásquez          | 19     |
| Nicolás Barrera              | Real San Joaquín           | 19     |
| Matías Zamora                | Deportivo Estación Central | 17     |
| Jorge Villegas               | Deportes Provincial Osorno | 17     |
| Jean Paul Morán              | Deportes Limache           | 15     |
| Jhonny Contreras             | Deportes Recoleta          | 14     |
| Fabián Calderón              | Provincial Talagante       | 13     |
| Marcelo Solís                | Lautaro de Buin            | 12     |
| Pablo Domínguez              | Deportes Provincial Osorno | 12     |
| Yerko García                 | Real San Joaquín           | 12     |
| IGUALADOS EN LA 10° POSICIÓN |                            |        |
| Álvaro Palma                 | Deportes Rengo             | 12     |

     Máximo goleador del campeonato.

     Jugadores que no siguen en el campeonato.